# أوراق الفدرالية

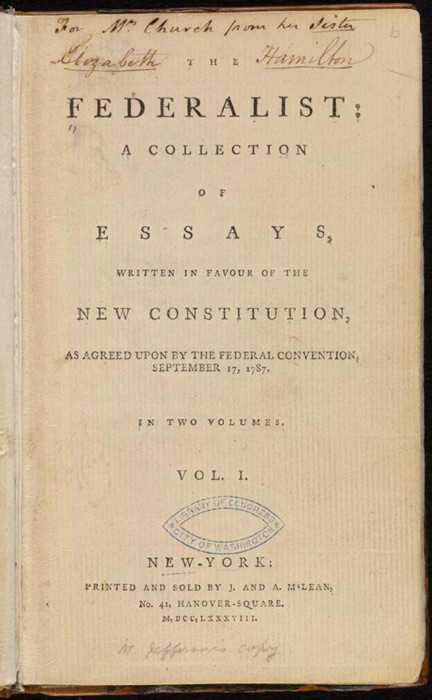
صفحة العنوان للفيدراليست من الإصدار الأول عام 1788.

الفيديراليست (بالإنجليزية: The Federalist)‏ أو أوراق الفدرالية هي مجموعة من 85 مقالة كتبت من قبل ألكسندر هاميلتون، جيمس ماديسون، وجون جاي لتشجيع التصديق على دستور الولايات المتحدة. تم نشر سبع وسبعين منها على شكل سلسلة في مجلة الإنديبيندينت ومنشور نيويورك بين أكتوبر 1787 وأغسطس 1788، وبعد أن تم إضافة ثمان مقالات إليها تم نشرها مجتمعة في الفيديراليست، أو الدستور الجديد في عام 1788.

## اقرأ أيضا
- الفلسفة الأمريكية

## روابط خارجية
- أوراق الفيديراليست على موقع الموسوعة البريطانية (الإنجليزية)